# Khan Tengri
Der Khan Tengri (mongolisch, „Khan des Himmels“ oder „Himmelsherrscher“; abgeleitet von altmongolisch: Khaghan-Tengri; türkisch: Tanrı Han) ist ein 7010 m hoher Berg im Tian-Shan-Gebirge in Zentralasien. Er ist als 7000er anerkannt, obwohl er ohne seine Eiskappe ein Felsgipfel von 6995 m wäre. Am Kulminationspunkt treffen die Grenzen Kasachstans, dessen höchster Gipfel er ist, Kirgisistans und Chinas aufeinander.

## Geografie
Der charakteristische pyramidenförmige Khan Tengri ist der zweithöchste Berg im Tian Shan nach dem etwa 20 Kilometer südlich gelegenen 7439 m hohen Dschengisch Tschokusu (Pik Pobeda). Er ist der nördlichste Siebentausender der Erde. Trotz seiner enormen Höhe liegt er nicht auf dem Hauptkamm des Tian Shan, sondern im Tengritoo (Tengri-Tau), einem von Osten nach Westen absinkenden Gratast, der den Engiltschek-Gletscher (Inyltschek-Gletscher) in zwei Arme teilt.

## Geschichte
1856 wurde der Berg vom russischen Geographen und Biologen Pjotr Semjonow identifiziert und von ihm für den höchsten Gipfel des Tian Shan gehalten. Erst später erkannte man den Dschengisch Tschokusu als höchsten Gipfel des Gebirges.
Der Zugang zum Khan Tengri wurde bereits zu Beginn des 20. Jahrhunderts durch den deutschen Geografen und Alpinisten Gottfried Merzbacher gefunden, der zunächst bis an den später Merzbacher-See genannten großen Eisstausee gelangte, der einen Aufstieg über den nördlichen Gletscherast des Engiltschek-Gletschers unmöglich machte. Daher wandte er sich dessen südlichem Becken zu und konnte hier bis in die unmittelbare Nähe des von ihm als „Beherrscher des Tian-Schan“ betitelten Berges vordringen. Merzbacher bestimmte die Höhe des Berges zu 7200 m.
1931 gelang dem ukrainischen Bergsteiger Michail Timofejewitsch Pogrebezki die Erstbesteigung zusammen mit Boris Tjurin und dem in der Sowjetunion lebenden Österreicher Franz-Josef Sauberer. Ihre Route vom Südlichen Engiltschek-Gletscher über die Westflanke gilt bis heute als einfachste und stellt den Normalweg dar. Die zweite Besteigung erfolgte im August 1936 durch eine Gruppe aus dem kasachischen Alma-Ata. Die dritte Besteigung fand im September 1936 durch Witali und Jewgeni Michailowitsch Abalakow sowie Leonid Gutman, Michail Dadiomow und dem Schweizer Lorenz Saladin statt.
Der österreichische Bergsteiger Toni Dürnberger stürzte am 17. August 1992 am Khan Tengri tödlich ab.
Bekannte Routen am Berg sind neben dem Normalweg der ästhetisch schön geschwungene Südwestgrat („Serp“ bzw. „Sichel“ genannt), der Ostgrat und die Südwand. Die schwierigsten Führen befinden sich an der knapp 3000 Meter hohen Nordwand. Im August 2005 gelang es Pawel Schabalin und Iljas Tuchwatulin erstmals, die Wand im Zweimann-Alpinstil zu durchklettern.
Erst in den letzten Jahren konnte zweifelsfrei nachgewiesen werden, dass der Gipfel die 7000-m-Grenze überschreitet – jedoch nur mit seiner Eiskappe; der darunterliegende Fels reicht geologisch nur bis 6995 m. Dennoch wird er als 7000er anerkannt.
2000 bestieg der kasachische Bergsteiger Denis Urubko den Khan Tengri vom Basislager (4000 m) bis zum Gipfel (7010 m) in nur 7 Stunden 40 Minuten.
Der Berg ist einer der fünf auf dem Gebiet der ehemaligen UdSSR liegenden Siebentausender-Gipfel. Der Schneeleopard-Orden wird an die Bergsteiger verliehen, die alle fünf Gipfel bezwungen haben.
Am 26. August 1999 unterzeichneten die Präsidenten Kasachstans, Kirgisistans und der Volksrepublik China ein Grenzabkommen, das den historisch unklaren Grenzverlauf der beiden zentralasiatischen Staaten mit China endgültig regelt. Dabei wurde beschlossen, den Punkt, an dem die Grenzen der drei Länder sich treffen, auf den Gipfel des Khan Tengri zu legen.